# David Grann
David Elliot Grann (Westport, 10 marzo 1967) è un saggista e giornalista statunitense.

## Biografia
Nato nel 1967 a Westport, nel Connecticut, si laurea in scienze politiche al Connecticut College nel 1989 e, grazie a una borsa di studio della Fondazione Thomas J. Watson, lavora come ricercatore in Messico, prima di specializzarsi in relazioni internazionali alla Fletcher School of Law and Diplomacy dell'Università Tufts nel 1993.
Nonostante all'inizio volesse diventare uno scrittore di romanzi, comincia la carriera da giornalista nel 1994 come correttore di bozze al quotidiano The Hill. Lo stesso anno, ottiene un master's degree in scrittura creativa all'Università di Boston, dove insegnerà scrittura creativa e fiction. Viene nominato caporedattore di The Hill nel 1995. Nel 1996 diventa redattore senior di The New Republic. Entra a far parte della redazione del New Yorker nel 2003 in qualità di cronista, costruendosi, secondo la rivista Slate, la fama di "reporter infaticabile".
Nel 2009 ha pubblicato sul New Yorker Trial By Fire, un'inchiesta sulla storia di Cameron Todd Willingham, giustiziato in Texas sulla base di una ricostruzione pseudoscientifica che lo vedeva colpevole di aver appiccato l'incendio casalingo in cui erano morti i suoi tre figli; il pezzo ha vinto il George Polk Award ed è stato citato dal giudice della Corte Suprema Stephen Breyer nel dibattito riguardo alla costituzionalità della pena di morte.
Lo stesso anno ha esordito nella saggistica col libro Z la città perduta, tratto da un articolo del 2005, in cui fornisce una propria ricostruzione della fine dell'esploratore Percy Fawcett, scomparso nel 1925 mentre era alla ricerca di un'antica civiltà perduta in Amazzonia: Grann vi avanza l'ipotesi che Fawcett potesse aver "correttamente" identificato Z nel sito archeologico di Kuhikugu, in cui si è recato. Nonostante alcuni elementi della ricostruzione di Grann siano stati messi in dubbio, il libro ha esordito al quarto posto nella classifica dei bestseller del New York Times ed è stato tradotto in più di 25 lingue.
Ad esso ha fatto seguire nel 2017 Gli assassini della terra rossa (Killers of the Flower Moon), su una serie di delitti perpetrati ai danni della comunità indiana Osage: il libro è stato un finalista ai National Book Award per la saggistica. Lo stesso anno, Martin Scorsese ne ha acquisito i diritti per trarne un film omonimo, che include nel cast Robert De Niro e Leonardo DiCaprio.

## Opere

### Saggi
- (EN) The Lost City of Z, New York, Doubleday, 2009, ISBN 978-0-385-51353-1.
  -  Z la città perduta, traduzione di Paolo Brovelli, Milano, Corbaccio, 2010, ISBN 978-88-6380-012-8.
  -  Alla ricerca di Z la città perduta, traduzione di Paolo Brovelli, Milano, TEA, 2012, ISBN 978-88-5022-849-2.
  -  Civiltà perduta. Alla ricerca della città di Z, traduzione di Paolo Brovelli, Milano, Corbaccio, 2017, ISBN 978-88-6700-335-8.
- (EN) Killers of the Flower Moon: The Osage Murders and the Birth of the FBI, New York, Doubleday, 2017, ISBN 978-0-385-53424-6.
  -  Gli assassini della terra rossa: Affari, petrolio, omicidi e la nascita dell'FBI. Una storia di frontiera, traduzione di Francesco Zago, Milano, Corbaccio, 2017, ISBN 978-88-6700-279-5.
- (EN) The White Darkness, New York, Doubleday, 2018, ISBN 978-0-385-54457-3.
  -  L'oscurità bianca, traduzione di Francesco Zago, Milano, Corbaccio, 2019, ISBN 978-88-6700-545-1.

### Antologie
- (EN) The Devil and Sherlock Holmes: Tales of Murder, Madness, and Obsession, New York, Doubleday, 2010, ISBN 978-0-385-51792-8.
  -  Il demone di Sherlock Holmes, traduzione di Marco Sartori, Milano, Corbaccio, 2011, ISBN 978-88-6380-218-4.
  -  Old man & the gun. Il vecchio e la pistola e altre storie, traduzione di Marco Sartori, Milano, Corbaccio, 2018, ISBN 978-88-6700-548-2.
- AA. VV., Menti criminali, a cura di Francesco Guglieri, Torino, Einaudi, 2011, ISBN 978-88-06-20531-7.

### Articoli (parziale)
- (EN) The Old Man and the Gun: Forrest Tucker had a long career robbing banks, and he wasn't willing to retire, in The New Yorker, 17 gennaio 2003.
- (EN) The Lost City of Z: A quest to uncover the secrets of the Amazon, in The New Yorker, 19 settembre 2005.
- (EN) True Crime: A postmodern murder mystery, in The New Yorker, 11 febbraio 2008.
- (EN) Trial by Fire: Did Texas execute an innocent man?, in The New Yorker, 7 settembre 2009.
- (EN) The Yankee Comandante: A story of love, revolution, and betrayal, in The New Yorker, 28 maggio 2012.
- (EN) The Marked Woman, in The New Yorker, 1º marzo 2017. Estratto de Gli assassini della terra rossa.
- (EN) The White Darkness: A solitary journey across Antarctica, in The New Yorker, vol. 94, n. 1, 12-19 febbraio 2018,  pp. 48-75.

## Filmografia
Film tratti dai suoi articoli
- Dark Crimes, regia di Alexandros Avranas (2016)
- Old Man & the Gun (The Old Man & the Gun), regia di David Lowery (2018)
- La verità negata (Trial by Fire), regia di Edward Zwick (2018)

Film tratti dai suoi libri
- Civiltà perduta (The Lost City of Z), regia di James Gray (2016)
- Killers of the Flower Moon, regia di Martin Scorsese (2023)